# Phylloscartes nigrifrons
El orejerito frentinegro, atrapamoscas frentinegro o atrapamoscas de frente negro (Phylloscartes nigrifrons), es una especie de ave paseriforme de la familia Tyrannidae, perteneciente al  numeroso género Phylloscartes. Es nativo de la región de los tepuyes del norte de América del Sur.

## Distribución y hábitat

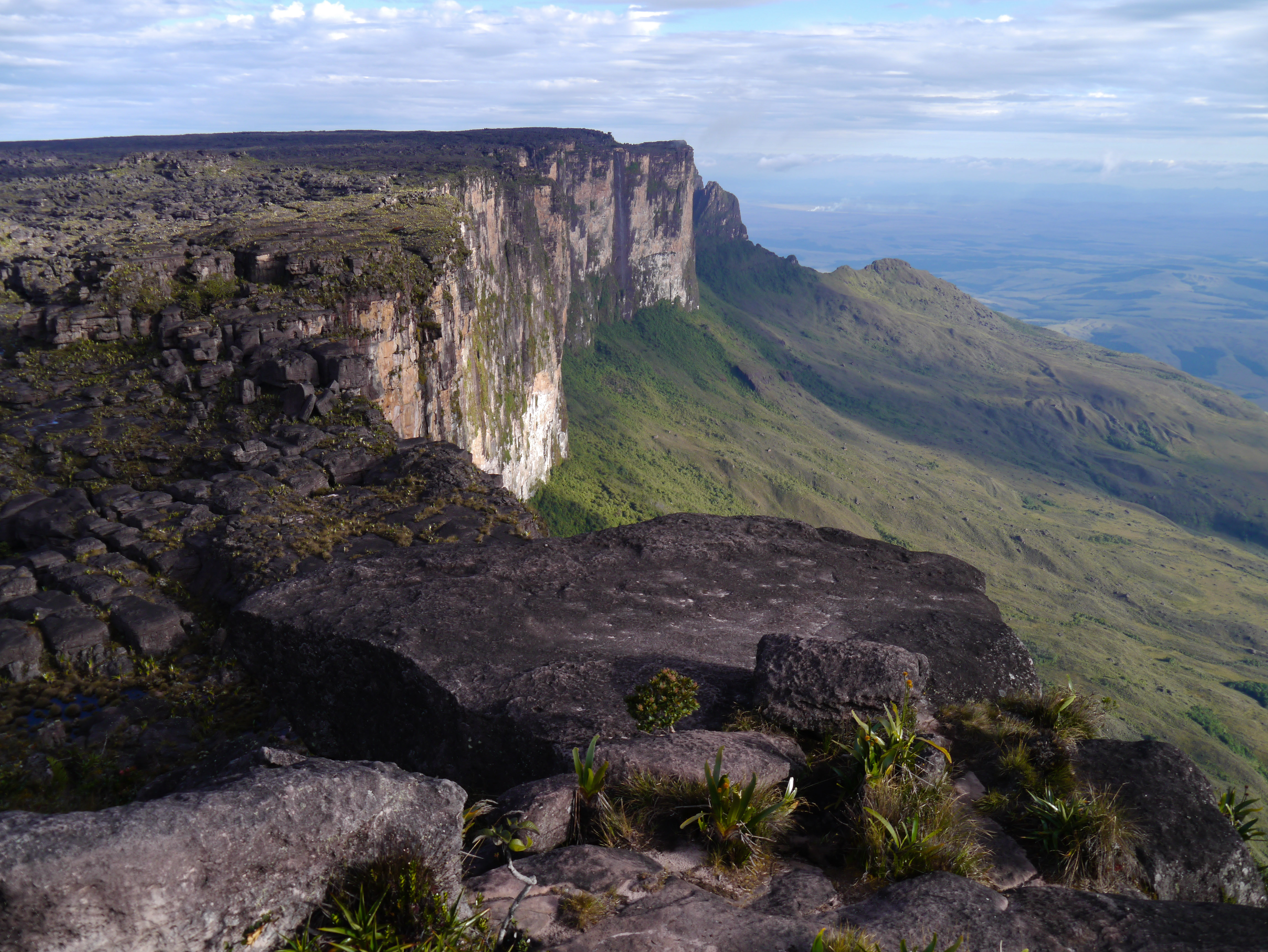
Laderas del Monte Roraima, ejemplo de hábitat de la especie.

Se distribuye por la región de los tepuyes del sur y sureste de Venezuela (Amazonas, sur de Bolívar) y adyacente Guyana y extremo norte de Brasil (cerro Urutani en Roraima).
Esta especie es considerada poco común en sus hábitats naturales: el dosel y los bordes de bosques montanos bajos entre los 900 y los 1800 m de altitud.

## Sistemática

### Descripción original
La especie P. nigrifrons fue descrita por primera vez por los zoólogos británicos Osbert Salvin y Frederick DuCane Godman en 1884 bajo el nombre científico Leptopogon nigrifrons; su localidad tipo es: «Monte Roraima, 5000 pies (c. 1520 m), Guyana».

### Etimología
El nombre genérico masculino «Phylloscartes» se compone de las palabras del griego «phullon» que significa ‘hoja’, y «skairō» que significa ‘saltar, bailar’; y el nombre de la especie «nigrifrons» se compone de las palabras del latín «niger» que significa ‘negro’, y «frons» que significa ‘frente’.

### Taxonomía
Es monotípica.